# Kathrin Altwegg
Kathrin Altwegg, née le 11 décembre 1951 à Balsthal, est une astrophysicienne, professeure associée au département de recherche spatiale et de planétologie, et directrice du Center for Space and Habitability (CSH) à l'université de Berne. 

## Biographie
Kathrin Altwegg est fille de médecin. Entre 1957 et 1970, elle effectue sa formation primaire à Balsthal et passe la maturité A au lycée à Soleure. Souhaitant initialement devenir archéologue, elle apprend le latin, le grec et l'hébreu, puis se ravise et opte pour la physique, considérant que la première activité, contrairement à la seconde, peut être exercée en amateur. Elle est la seule femme de son année à entamer des études de physique à l’université de Bâle où elle obtient un diplôme de physicienne en 1975.
En 1976, elle commence son doctorat en physique du solide avec la professeure de physique Basler Iris Zschokke. Malgré les discriminations auxquelles elle doit faire face, elle obtient en 1980 son doctorat en physique expérimentale de l'université de Bâle. Kathrin Altwegg quitte ensuite la Suisse pour s'installer à New York avec son futur mari; elle y réalise ses recherches de post-doctorat au département de physique-chimie de l’université de technique, de design et d’architecture.
En 1982, le couple revient en Suisse, et s'établit à Berne où son mari obtient un poste dans une entreprise de télécommunications et elle à l’université comme assistante au service exploration spatiale et planétologie. En 1996, elle passe son habilitation universitaire dans le domaine de la physique du système solaire et devient cheffe du projet ROSINA
, (Rosetta Orbiter Spectrometer for Ion and Neutral Analysis). Le spectromètre ROSINA, embarqué sur la sonde spatiale Rosetta, permet l'analyse des gaz de la comète Tchouri.
Depuis 2001, elle est enseignante-chercheuse titulaire, avec le titre de professeure associée, au département de recherche spatiale et de planétologie de l'université de Berne. En 2015, elle reçoit le prix de l'association Commerce et Industrie de Berne 2015 — (Handels- und Industrieverein) HIV-Preis 2015 — pour sa mission dans le projet Rosetta mais aussi pour son engagement pour les jeunes.

## Travaux
Postdoctorante du professeur Johannes Geiss, elle commence sa carrière en recherche spatiale avec les spectromètres de masse HIS et HERS, embarqués sur la sonde spatiale européenne Giotto lancée vers la comète de Halley en 1986, participant à l'analyse des données de la sonde.
Les analyses des données ont occupé l'astrophysicienne durant dix ans.